# 阿切特里天文台
阿切特里天文台（義大利語：Osservatorio Astrofisico di Arcetri）是位於義大利佛羅倫斯近郊城鎮阿切特里的天文台，鄰近伽利略·伽利莱自1631年至1642年居住的焦耶洛别墅。該天文台除了進行理論與觀測天文學研究以外，也以設計開發天文儀器聞名。
阿切特里天文台很深入地投入以下望遠鏡儀器的研發：
- 口徑6.5米多镜面望远镜
- 單一鏡面口徑8.4米的大双筒望远镜
- 口徑3.5米伽利略國家望遠鏡
- 甚大望远镜自適應次鏡
- 口徑1.5米戈爾內格拉特紅外線望遠鏡（英语：Gornergrat Infrared Telescope）

## 外部連結
- Osservatorio Astrofisico di Arcetri English website （页面存档备份，存于）
- The observatory on Google maps （页面存档备份，存于）